# 장암중학교
장암중학교(場岩中學校)는 충청남도 부여군 장암면에 있었던 공립 중학교이다.

## 연혁
- 1972년 3월 8일 : 개교
- 2010년 2월 28일 : 38년만에 폐교[1]